# Myocron albitarsus
Myocron albitarsus är en stekelart som först beskrevs av Szepligeti 1911.  Myocron albitarsus ingår i släktet Myocron och familjen bracksteklar. Inga underarter finns listade i Catalogue of Life.